# Риос, Сури
Сури Майте Риос Соса де Уэллер (исп. Zury Mayté Ríos Sosa de Weller; род. 24 января 1968, Гватемала) — гватемальская политическая деятельница правого направления. Депутат парламента с 1996 по 2012, в 2004—2011 годах — председатель партии Гватемальский республиканский фронт. Дочь и активная сторонница бывшего президента Гватемалы Эфраина Риоса Монтта. Кандидат в президенты от партии VIVA на выборах 2015 года.

## Происхождение и образование
Родилась в семье генерала Эфраина Риоса Монтта. С юности оказалась вовлечена в политические процессы, временами жёсткие и драматичные. Сури было 10 лет, когда Риос Монтт сменил религиозную конфессию, перейдя из католицизма в протестантский евангелизм. На её 14—15 лет пришлось президентство отца и разгар гражданской войны. В 16 лет она потеряла брата, военврача Омеро Риоса Соса, погибшего при крушении вертолёта, вылетевшего за ранеными. Прониклась правым антикоммунистическим мировоззрением.
Начальное образование Сури Риос Соса получала в Мадриде, где Эфраин Риос Монтт служил военным атташе Гватемалы. Вернувшись на родину, окончила факультет социальных и политических наук Университета Франсиско Мароккин. Была слушательницей политических курсов в Вашингтоне и Тайбэе.
В 1988 поступила на работу преподавателем социологии и экономики в евангелической Школе христианского слова, затем работала учительницей начальной школы.

## Политическая деятельность

### В Республиканском фронте
В 1989 Сури Риос вступила в консервативно-популистскую партию Гватемальский республиканский фронт (FRG), созданную её отцом. Занималась в партии делопроизводством и международными контактами. В 1995 году была избрана в парламент. Состояла в комиссиях по здравоохранению, социальному обеспечению и иностранным делам. Занималась гендерной проблематикой, социальной политикой, международными отношениями, вопросами борьбы со СПИДом и курением.
Политические позиции Сури Риос совпадали с официальной доктриной FRG. В то же время она особо подчёркивает приверженность, что источником её вдохновения являются ультраправые взгляды отца и его политическое наследие. В июле 2003 Сури Риос выступила одним из организаторов «Чёрного четверга» — массовых беспорядков в Гватемале с требованием допустить Эфраина Риоса Монтта к участию в президентских выборах.
С 2004 года Сури Риос Соса сменила Эфраина Риоса Монтта на посту председателя FRG. Под её руководством партия придерживалась прежних позиций «риосмонттизма» и консервативного республиканизма. Однако в FRG постепенно усиливалась либеральная тенденция, ориентированная на отход от традиционных принципов времён правления Риоса Монтта. В 2011 году президентскую кандидатуру Сури Риос не удалось согласовать. Вскоре она сложила председательские полномочия и вышла из FRG. В 2012 закончились её депутатские полномочия.
Политические комментаторы, особенно перуанские, сравнивают Сури Риос с Кэйко Фухимори.

### Претендент на президентство
После разрыва с FRG Сури Риос остаётся активным политиком, является одним из лидеров партии VIVA и правых сил Гватемалы. С 2013 года основным направлением её деятельности стала защита Эфраина Риоса Монтта от судебного преследования. Приговор в отношении экс-президента судебные власти вынуждены были отменить под угрозой массовых протестов и вооружённых беспорядков. Сури Риос категорически возражает против помещения своего отца в психиатрическую лечебницу для судебно-медицинской экспертизы.
В апреле 2015 кандидатура Сури Риос де Уэллер в президенты Гватемалы была выдвинута партией VIVA. Её поддерживали многие члены Avemilgua — Ассоциации ветеранов гражданской войны, объединяющей сторонников Риоса Монтта из числа бывших военных и «патрулерос». В июле 2015 высшая избирательная инстанция запретила ей баллотироваться как родственнице бывшего диктатора. Сури Риос оспорила запрет в суде.
Предвыборная программа Сури Риос основывалась на республиканских принципах, «классическом либерализме» в экономике (свобода предпринимательства, низкие налоги) и социальных программах
В первом туре президентских выборов 6 сентября 2015 Сури Риос Соса де Уэллер заняла пятое место из четырнадцати кандидатов, получив около 6 % голосов (на первое место вышел другой правый кандидат, поддержанный Avemilgua — Джимми Моралес).

## Личная жизнь
Сури Риос замужем в пятый раз. Её мужьями были политический активист Хеованни Чавес, депутат парламента Хосе Гарсиа Браватти, предприниматель Роберто Лопес Вильяторо (брат губернатора Уэуэтенанго).
20 ноября 2004 Сури Риос бракосочеталась с американским юристом и политиком Джерри Уэллером, членом палаты представителей Конгресса США от Республиканской партии, специалистом по латиноамериканской проблематике. С этого времени она носит имя Сури Риос Соса де Уэллер. В браке имеет дочь.
Дядя Сури Риос — католический епископ Марио Энрике Риос Монтт — правозащитник и политический противник своего брата Эфраина Риоса Монтта, хотя поддерживал с ним уважительные личные отношения.